# 한화로보틱스
한화로보틱스(영어: Hanwha Robotics Co., Ltd.)는 2023년 10월 설립된 대한민국의 로봇 기업이다. 한화/모멘텀의 자동화사업부 중 협동 로봇과 무인운반차, 자율이동로봇 부문을 분리하여 설립되었다.

## 사업 부문
- 협동로봇(Collaborative robots) : HCR-3A, HCR-5A, HCR-12A, HCR-14
- 모빌리티 솔루션(AGVs & AMRs)

## 같이 보기
- 두산로보틱스
- 레인보우로보틱스